# Torre Montfort
La Torre Montfort és una obra romànica d'Arbúcies (Selva) declarada Bé Cultural d'Interès Nacional.

## Descripció
Es tracta d'una torre de guaita envoltada per la roca viva del turó i per un fossat excavat en el sòl.
La torre és de planta circular ubicada al cim d'un turó que porta el mateix nom, situat en els límits dels termes municipals d'Arbúcies i Riells i Viabrea. El turó de 734 metres d'alçada permet una gran control de la vall de Riells del Montseny i de la part alta del terme d'Arbúcies.
Es troba construïda amb pedra lligada amb morter, presenta un parament força regular, treballat a la cara vista, obra que es podria situar a finals dels segle xii inicis del XIII, en la darrera etapa del romànic.
El diàmetre exterior de la torre és de 6,6 m, amb una amplada interna de murs de més d'un metre, deixant un espai interior útil d'aproximadament 4 metres. Es conserva en una alçada que en algun punt supera els 2 metres, tot i que segurament assolia els 8 quan estava en funcionament. S'hi pot apreciar encara alguna espitllera i la porta d'entrada, així com part del recinte emmurallat de planta quadrangular, avui força malmès que l'envolta. Aquesta muralla fa aproximadament uns 12 m de costa i un gruix d'uns 60 cm, adaptant el seu recorregut al desnivell del terreny.
Tot i que no es coneix documentació que hi faci referència, molt possiblement es tracta d'una torre de guaita medieval dependent del proper castell de Montsoriu. Ambdues construccions mantenen contacte visual, i possiblement la torre de Montfort faria les funcions de torre avançada de control del territori per part del castell termenat.